# Bolesław III. Schiefmund
Bolesław III. Schiefmund (polnisch Bolesław III Krzywousty, lateinisch Boleslaus; * 20. August 1085 in Krakau; † 28. Oktober 1138 eventuell in Sochaczew) war ab 1102 Herzog von Polen und ab 1107 Alleinherrscher. Als Sohn von Herzog Władysław I. Herman aus seiner zweiten Ehe mit Judith von Böhmen (* ca. 1056; † 25. Dezember 1086), Tochter von Herzog Vratislav II. aus seiner Ehe mit Adelheid von Ungarn (1040–1062), entstammte er der Dynastie der Piasten.

## Leben

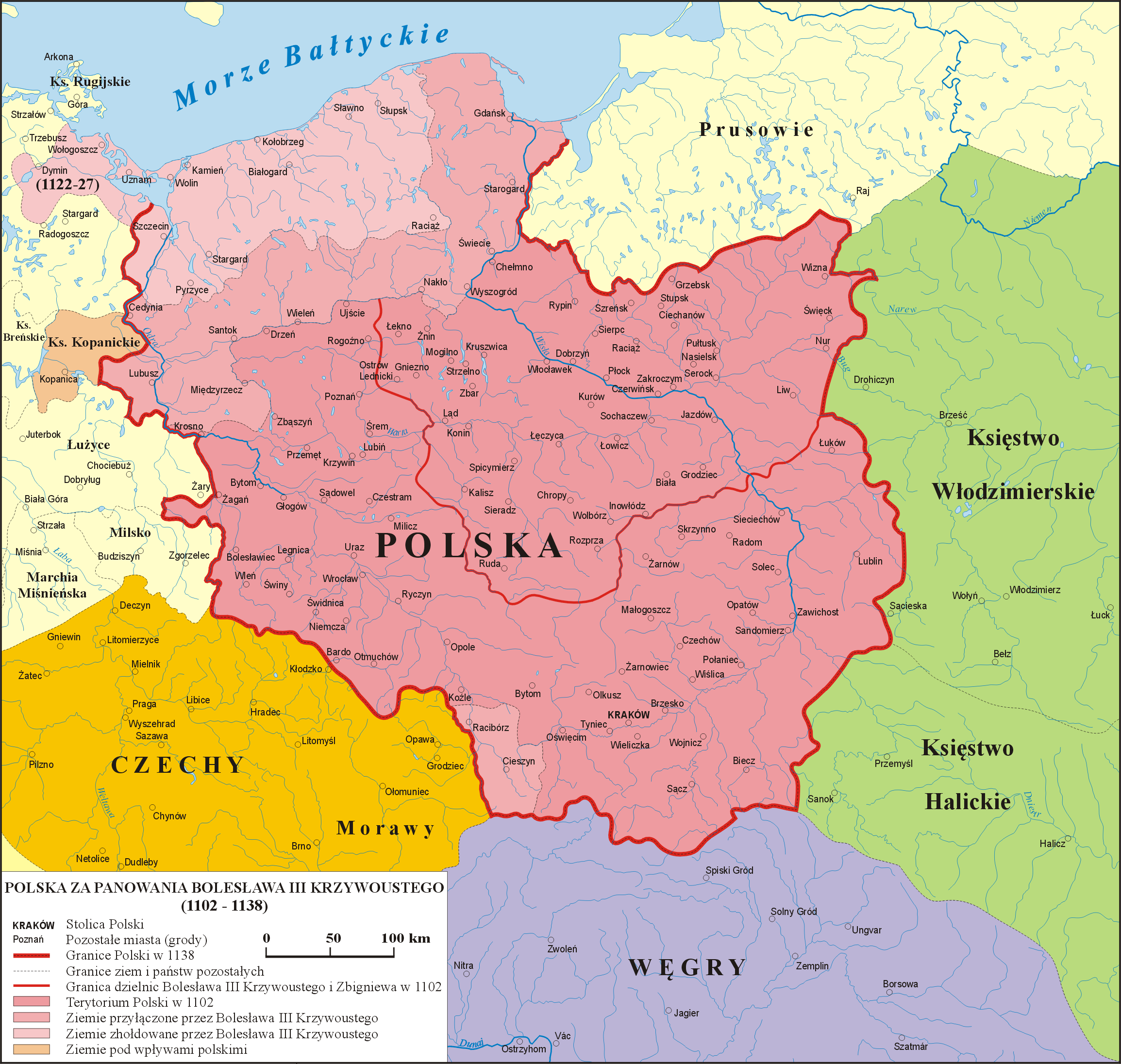
Polen 1102–1138

### Gemeinsame Herrschaft mit Zbigniew
Seitdem Bolesławs älterer Halbbruder Zbigniew mit Unterstützung des Adels und Episkopats 1096 zum legitimen Nachfolger des Vaters gewählt worden war, wuchs während der anhaltenden Kämpfe Władysław I. Hermans und seines Palatins Sieciech mit den beiden Prinzen und der Adelsopposition das Ansehen Bolesławs, der nach dem Tode des Vaters 1102 aber nur zwei Provinzen (Schlesien und Kleinpolen), das heißt etwa ein Drittel des Piastenstaates, erhielt, während Zbigniew aufgrund seiner Herrschaft über den Rest der Gebiete die Oberhoheit beanspruchte.
Bolesławs Kriegszüge gegen das heidnisch-slawische Pommern 1102–1106 verschafften ihm Beliebtheit bei der Ritterschaft, der die friedfertige Politik Zbigniews nicht gefiel. Es gelang ihm 1107 mit ungarischer Hilfe, den Halbbruder aus dessen Anteil zu vertreiben und ganz Polen allein zu beherrschen. Als Bolesław aber 1108 in Böhmen einfiel, um seinem Verbündeten König Koloman von Ungarn, der gegen ein deutsch-böhmisches Heer kämpfte, zu helfen, fand Zbigniew die Unterstützung des deutschen Kaisers Heinrich V. und des Herzogs Svatopluk von Olmütz, deren Einfall in Schlesien 1109 jedoch missglückte. Um sich Frieden zu erkaufen und weitere kriegerische Auseinandersetzungen mit dem Heiligen Römischen Reich zu vermeiden, erklärte sich Bolesław zur Zahlung eines Tributs von 500 Mark Silber jährlich an König Heinrich bereit. Zusätzlich war er 1110 zum Abschluss einer ungleichen Allianz (amicicia) mit ihm bereit. Gleichzeitig aber nutzte Bolesław die nach der Ermordung Svatopluks am 21. September 1109 im Böhmen ausgebrochenen Thronkämpfe aus, um den neuen Herzog von Böhmen Vladislav I. 1111 zum Verzicht auf den Tribut zu zwingen (im Pfingstfrieden von Glatz 1137 bestätigt), den die böhmischen Herzöge von polnischen Herrschern für den Besitz Schlesiens seit dem Vertrag von 1054 jährlich erhoben.
Als Zbigniew zu diesem Zeitpunkt zurückkehrte, verlieh Bolesław ihm einige Burgen als Apanage, ließ aber bereits 1112 den Halbbruder blenden. Die allgemeine Empörung, die sich nach dem baldigen Tod Zbigniews erhob, versuchte Bolesław durch Pilgerfahrten zur Sühnung seiner Tat zu mildern. Ostern 1113 wurde er dann in Gnesen wieder in die Kirche aufgenommen, was ihm die Machtausübung von neuem ermöglichte.

### Alleinherrscher
Die dann friedlichen Beziehungen Bolesławs mit Böhmen und dem Reich, sowie seine Heirat mit Solomea von Berg-Schelklingen, erleichterten ihm die Expansion in den Norden und Nordwesten. Er unterwarf Pommerellen 1113–1116, zudem eroberte er das von den lutizischen Stämmen bewohnte Lebuser Land zwischen Oder und Spree 1115/1119 zurück, das Kaiser Heinrich V. ihm im Kriegszug von 1109 weggenommen und es als Lehen dem Erzbistum Magdeburg unter Erzbischof Adalgod von Osterburg übergeben hatte. Bei seinen Kriegszügen gegen Pommern 1119/21 verwüstete er das Land und nahm anschließend die pommersche Hauptstadt Stettin ein. Der Pommernherzog Wartislaw I. wird in historischen Quellen erst ab 1124 erwähnt, als er ein Vasall Bolesławs war und die von Bolesław erbetene Christianisierung der Pomoranen durch Otto von Bamberg unterstützte.

### Aufteilung des Piastenstaates
In der vergeblichen Hoffnung, damit Erbstreitigkeiten zu vermindern, teilte Bolesław III. Schiefmund zusammen mit der Einführung der Senioratsverfassung den Piastenstaat Polen unter seinen vier Söhnen auf, was wesentlich zur Gebietserweiterung des Einflussbereiches der Piasten führte und damit zum wichtigsten Herrschergeschlecht im Großraum Polen, Kujawien, Schlesien und Böhmen wurde.
- Masowische Linie, Gründer Kasimir II. der Gerechte; ausgestorben 1526 mit Herzog Janusz III.,
- Kujawische Linie Gründer Kasimir I. von Kujawien (ca. 1211–1267), Herzog von Kujawien, Sieradz und Łęczyca; ausgestorben 1388 mit Herzog Władysław der Weiße,
- Kleinpolnische Linie, Gründer Kasimir II. der Gerechte, ausgestorben 1279 mit Herzog Bolesław V.
- Großpolnische Linie, Gründer Mieszko III., ausgestorben 1296 mit König Przemysław II.
- Schlesische Linie, Gründer Władysław der Vertriebene, ausgestorben 1675 mit Herzog Georg Wilhelm I.

#### Christianisierung
Dank der guten Beziehungen Bolesławs zum Papsttum wurden 1124 die Bistümer in Kruszwica bzw. in Włocławek sowie in Lebus gegründet, denen die dem polnischen Staate neu einverleibten Gebiete durch den Kardinallegaten Ägidius von Tusculum zugewiesen wurden.
Nach dem gescheiterten Versuch der Missionierung der unterworfenen Pommern und der durch die Bekriegungen stark reduzierten Einwohner durch polnische Bischöfe, die es alle ablehnten, sollte Pommern durch einen aus Spanien stammenden Bischof Bernhard 1121/1122 christianisiert werden. Dieser wurde von den Pommern weggeschickt, und es kam dann Bischof Otto von Bamberg. Dieser war auf zwei Missionsreisen (1124/1125 und 1128) erfolgreich. So wurde von polnischer Seite bereits 1124/1125 die Gründung eines pommerschen, zur polnischen Kirchenprovinz Gnesen gehörenden Bistums geplant und Adalbert, der Hofkaplan Bolesławs, als Bischof von Pommern vorgesehen. Päpstliches Wohlwollen für die Missionsunternehmungen und die guten Verbindungen Bolesławs zu den Babenbergern und Staufern ließen auf baldige Verwirklichung dieses Vorhabens hoffen. Als aber nach dem Ausbruch des Schismas durch die Doppelwahl von 1130 Bolesław und die polnische Kirche unter dem Einfluss des Kardinals Aegidius von Tusculum auf die Seite Papst Anaklets II. getreten waren, erneuerte Norbert von Xanten, Erzbischof von Magdeburg, die alten Ansprüche und ließ sich von Papst Innozenz II. 1131 das Bistum Posen und 1133 alle polnischen, einschließlich auch der geplanten Bistümer unterstellen: „Inter Albiam et Oderam: Stetin et Lubus, ultra Oderam vero Pomerana …“ Bolesław und die polnischen Bischöfe traten daraufhin auf die Seite Papst Innozenz’ II., der 1136 die Metropolitanrechte von Gnesen wieder bestätigte, über.
Letztlich wurde das Bistum in Pommern erst 1140 in Wolin gegründet, und zwar wegen der sächsisch-polnischen Gegensätze als ein exemtes, also unmittelbar dem Papst unterstelltes Bistum, das 1176 nach Cammin verlegt wurde.

#### Außenpolitik
Bolesławs gute Beziehungen zu den Babenbergern und Staufern kamen 1125 in der Vermählung des ältesten Sohns Bolesławs, Władysław, mit Agnes, der Tochter des Markgrafen Leopolds von Österreich, zum Ausdruck. Bolesław III. sah sich anscheinend jedoch nur Kaiser Heinrich V. persönlich verpflichtet. Als dieser 1125 starb, versuchte Bolesław die Huldigung Lothars von Supplinburg zu umgehen, musste diese aber 1135 zurückwirkend nachholen.
Zur Verwirklichung der Interessen Bolesławs an Pommern gehörten auch 1130 die Vermählung seiner Tochter Richeza mit Prinz Magnus, dem Thronfolger und Sohn König Niels’ von Dänemark, das gerade damals seinen Druck auf Rügen, Usedom und Wollin verstärkte, sowie die Verheiratung einer anderen Tochter mit Konrad, Graf von Plötzkau, 1132, der 1130 mit der sächsischen Nordmark belehnt wurde.
Bolesławs unbedachtes Eingreifen in die ungarischen Thronstreitigkeiten 1132 verwickelte Polen in Kriege mit dem Königreich Ungarn als auch Böhmen, deren Herrscher 1134 Kaiser Lothar III. als Schiedsrichter wählten. In dieser Situation war Bolesław auf dem Hoftag zu Merseburg 1135 genötigt dem Kaiser für Rügen, das er noch nicht unterworfen hatte, und Pommern zu huldigen, damit die kaiserliche Lehnshoheit für diese Gebiete anzuerkennen und den rückständigen Tribut von zwölf Jahren zu bezahlen, den er nach dem Tode Kaiser Heinrichs V. 1125 zu entrichten aufgehört hatte, da er ihn vielleicht nur als persönliche Verpflichtung gegenüber Heinrich betrachtete. Zudem verpflichtete er sich zu Friedensschlüssen mit Ungarn und Böhmen.
Bolesławs Nachfolgeordnung, welche die staatliche Einheit sichern sollte, wobei der jeweilige Senior, mit Sitz in Krakau den Prinzipat, die Oberhoheit über alle übrigen Mitglieder des Piastenhauses ausüben sollte, erwies sich schon bald nach Bolesławs Tod 1138 als unwirksam und leitete die bis 1295 währende Periode der polnischen Teilfürstentümer ein.

## Ehen und Nachkommen
1. Ehe am 16. November 1102 mit Zbysława († um 1114), Tochter von Swjatopolk II., Großfürst der Kiewer Rus:
- Władysław II., der Vertriebene (* 1105; † 30. Mai 1159);
- Tochter N.N., verheiratet 1124 mit Wsewolod I. (Vesevold, Vsjevolod), Fürst von Murom;

2. Ehe 1115 mit Salomea, Tochter von Heinrich, Graf von Berg-Schelklingen:
- Leszek (* 1115; † 26. August vor 1131);
- Kasimir, der Ältere (* 1117/1122; † 19. Oktober 1131);
- Bolesław IV., der Kraushaarige (* 1125; † 3. April 1173), Herzog von Masowien (1138);
- Mieszko III., der Alte (* 1126/27; † 13. März 1202);
- Heinrich von Sandomir (* 1127/31; † 18. Oktober 1166);
- Kasimir II., der Gerechte, der Jüngere (* 1138; † 5. Mai 1194);

- Rycheza (Ryksa; * 1116/17; † nach 1155), verheiratet in erster Ehe mit Magnus, König von Västergötland aus dem Haus Estridsson, in zweiter Ehe mit Wladimir, Fürst von Minsk-Grodno und in dritter Ehe mit Sverker I., König von Schweden;
- Sofia (* um 1120; † 10. Oktober 1136);
- Gertruda (* 1126/1135; † 7. Mai 1160), Nonne in Zwiefalten;
- Dobroniega Ludgarda (Dobronega, Lucardis; * 1128/1135; † 1160/1181), verheiratet ca. 1142 mit Dietrich, Markgraf der Lausitz;
- Judith (* 1133; † 1175), verheiratet mit Ladislaus II., König von Ungarn und Otto I., Markgraf von Brandenburg;
- Agnes (* 1137; † nach 1181), verheiratet mit Mstislaw II., Großfürst der Kiewer Rus;
- Przybysława (Pribislawa; † nach 1156), verheiratet mit Ratibor I., Herzog von Pommern;
- Tochter N.N., verheiratet mit Konrad, Graf von Plötzkau, Markgraf der Nordmark.